# Ranchi
Ranchi (sat ᱨᱟᱺᱪᱤ, trb.: Rańći, trl.: Rāṁcī; ang. Ranchi) – miasto w północno-wschodnich Indiach, stolica stanu Jharkhand, na wyżynie Ćhota Nagpur. Liczy ponad milion mieszkańców.
Rozwinięty przemysł maszynowy. Ośrodek handlowy regionu rolniczego. Węzeł komunikacyjny (lotnisko). Ośrodek naukowy (uniwersytet). W okolicy wydobycie boksytów.